# Олимпус скандал
Олимпус скандал представља низ догађаја који је претходио смени Мајкла Вудфорда са места председника и извршног директора јапанске компаније Олимпус, једног од водећих светских произвођача оптичке опреме. Овај догађај се одиграо 14. октобра 2011. Наиме, Вудфорд је током боравка на позицији председника дошао до података о серији бизарних спајања и аквизиција у вредности од 1,7 милијарди долара, што је указивало на тобаши шему. Недуго затим, Вудфорд ће бити смењен са позиције на којој је до сада боравио, а на његово место ће се вратити човек који га је ту и поставио, тадашњи председник одбора Цујоши Кикукава. Вудфорд је моментално напустио Јапан из страха да ће бити ућуткан и упутио се медијима, чиме је постао први извршни директор интернационалне корпорације који се огласио против сопствене компаније.
Инцидент је подигао забринутост о кредибилитету јапанских корпоративних управљања и присутности тобаши шеме међу јапанским корпорацијама. Јапански медији су чак спекулисали и о повезаности компаније са јaкузама.
Упркос порицањима од стране Олимпуса, ствар је брзо прерасла у корпоративни скандал због прикривања преко 1,5 милијарди долара инвестиционих губитака и других сумњивих накнада и плаћања која датирају из касних 1980-их, као и сумње у прикривена плаћања криминалним организацијама. 26. октобра, Шуичи Такајама је заменио Кикукаву као председника и извршног директор. 8. новембра 2011, компанија је признала да је рачуноводствена пракса компаније била неприкладна и да је новац коришћен за покривање губитака на инвестицијама из 1990-их. Компанија је за неприкладно рачуноводство окривила бившег председника Цујошија Кикукаву, ревизора Хидеа Јамаду и извршног потпредседника Хисашија Морија.
Скандал се развио у један од највећих и најдуговјечнијих финансијских скандала у прикривању губитака у историји Јапана. Процењује се да је збрисао 75–80% тржишне капитализације, довео је до оставке већег дела одбора компаније и истрага широм Јапана, Велике Британије и Сједињених Америчких Држава. Међу оптуженима у овој афери, само су две особе, обоје брокери хартија од вредности, заправо завршиле у затвору, на 3 - 4 године. Вудфорд је од Олимпуса добио одштету од око 16 милиона долара због клевете и незаконитог отпуштања 2012.

## Позадина
Током 1980-их, многе јапанске корпорације ослањале су се на инвестиције како би подстакле профит, посебно у извозу који је био нарушен снажним јеном. Тоширо Шимојама, председник Олимпуса од 1984. до 1993. године, признао је јапанским индустријским дневним новинама Nikkei 1986. године да су, када је главни посао у тешком стању, морали да зарађују кроз финансијски инжењеринг. Олимпус је инвестирао у финансијске деривате и друге ризичне инвестиције да би повећао профит. Ипак, Шимојама је изјавио да се не сећа да је било употребе тобаши шеме како би се заташкали губици током његовог боравка на месту председника. Кишимото, председник Олимпуса од 1993. до 2001. године, изјавио је да је Олимпус забележио губитке од око 17 милијарди јена за пословну годину која је завршена у марту 2000. по савету јавно сертификованог рачуновође. Ипак, негирао је умешаност у прикривањима губитака, и уместо тога сугерисао је на Хидеа Јамаду, бившег корпоративног ревизора, да их је прикривао.
Године 1991. Олимпус је имао губитке од 2,1 милијарде јена на вредности својих инвестиција након што је инвестициона бонанца завршена. У јуну 1998. године, Олимпус је био предмет тржишних гласина да је претрпео знатне губитке у трговању дериватима, што је довело до пада његових акција за 11% у само три дана. Гласине је одлучно демантовао Олимпус, који је накнадно објавио рекордне профите. Компанија је даље обелоданила да је у октобру 1999. године изгубила скоро 17 милијарди јена од каматних стопа и валутних свопова. Такође је известила да је изгубила 2,9 милијарди јена у оквиру Princeton Economics International Понци шеме.
Према Блумбергу, годишњи извештај корпорације Олимпус за годину завршену 31. марта 2010. показао је корекцију претходног периода од 15,5 милијарди јена за губитак у вези са куповином преференцијалних акција од неименоване треће стране. Гудвил у њеном билансу је такође повећан за 13,5 милијарди јена. Блумберг је приметио и да је Олимпус међу 2% најдужнијих јапанских компанија према дугу компаније у односу на њен капитал.
Према Олимпусовим рачуницама за годину која се завршила 31. марта 2011. године, годишњи приход износио је 847,1 милијарди јена, а укупни акционарски капитал 262,5 милијарди јена. Имовина од 1 билион јена на дан 31. марта 2011. укључивала је 175,5 милијарди јена гудвила, нематеријалну имовину. Под вођством Цујошија Кикукаве, који је постао председник 2001. године, приходи компаније порасли су са 467 милијарди јена на 847 милијарди јена, док је профит износио релативно константних 35 милијарди јена. Септембра 2011. Олимпус је објавио да је отписао део улагања од 45 милијарди јена у обвезнице тржишта у развоју.

### Екстерни раст
Пошто је потрошила око 4 милијарде америчких долара током овог периода под управом Кикукаве, агресивна стратегија екстерног раста компаније није била без критика. Наводи се да је више од стотину предузећа купљено током Кикукавиног мандата, а да је већина била неуврштена на берзу и стварала је губитке. Инвестиције су биле у различитим секторима као што су брига о кућним љубимцима и производња ДВД-ова, и често су имале мало везе са основним Олимпусовим пословањем. Најзначајнија аквизиција је била британска компанија за производњу медицинске опреме Гирус Груп, купљена 2008. по цени од 2 милијарде долара. Исте године, Олимпус је такође исплатио 73,5 милијарди 965 милиона долара када је купио три мање компаније – Алтис, Хумалабо и ЊузЧеф. Насупрот томе, Олимпус је 2009. године продао профитабилну дијагностичку јединицу коју је градио више од 40 година за милијарду долара да би ослободио капитал.

## Разоткривање скандала

### Вудфордова позадина и истрага
Мајкл Вудфорд из Ливерпула радио је за Олимпус 30 година, у почетку за подружницу у Великој Британији под називом „Olympus KeyMed” као продавац хируршке опреме. Прво је напредова до позиције менаџера продаје, а затим до директора продаје и најзад 1990. године именован је за генералног директора компаније.  У октобру 2004. Вудфорд је именован за извршног генералног директора Olympus Medical Systems Europe, где је спровео радикалан програм промена у оквиру огранизације што је резутирало удвостручењем оперативне добити у року од три године. Четири године касније, 2008. године Вудфорду запада за очи чудноватост аквизиције компаније Гирус која је требало да буде под његовом надлежношћу, али је ипак обављена из Токија. Иако је намеравао да поднесе оставку због овога, Вудфорд ипак остаје у Олимпусу након што је увераван да је све у реду и унапређен да надгледа Олимпусова европска предузећа и именован у главни одбор. Неколико година касније, 2011. године Вудфорд почиње да се распитује о овој аквизицији због оптужби таблоида за сумњиве исплате као и за повезаност компанијe са криминалним организацијама, пре свега због 687 милиона долара плаћених саветницима као део куповине Гируса. Кикукава и Хисаши Мори негирају те оптужбе и одбацују их као таблоидно сензационалистичко новинарство. Кикукава открива да је особљу наредио да не говоре Вудфорду о оптужбама јер је био „презаузет“ другим стварима. Вудфорд je почео да шаље писма Морију и Кикукави поводом његове забринутости око питања управљања која се односе на аквизиције. Вудфорд је нека од писама копирао и послао ревизорима и претио подношењем оставке уколико не добије задовољавајуће одговоре на своја питања. Исте године Вудфорд замењује Кикукаву на месту председника и главног извршног директора.

### Вудфорд на месту генералног директора
У априлу 2011. године Вудфорд бива унапређен на место председника и главног извршног директора Олимпуса због задовољства управног одбора напретком који је постигнут под његовом управом на претходним позицијама упркос томе што је у време његовог унапређења било мало вероватно да ће он бити именован на ту позицију. Неке новине спекулисале су да је он изабран јер је сматрано да би било лако контролисати га. Вудфорд тврди да га је и сам Кикукава приватно подсетио да је он и даље главни и да је Вудфорд тек нешто више од његове лутке. Вудфорд је сматрао да је његова промоција требало да смањи шансу да поднесе оставку. Било је јасно да је његова позиција није била ништа више од имена.
Упркос томе Вудфорд је наставио са испитивањем сумњивих трансакција и чак ангажовао PricewaterhouseCoopers (рачуноводствену фирму) како би набавио доказе за своје сумње. PWC истиче да је део уговора под називом „накнада за успех“ од 687 милиона долара исплаћена компанијама Axes America LLC из САД и AXAM Investments Ltd са Кајманских острва. Вудфорд је такође копирао и послао последња 2 писма члановима Ernst & Young организације који су били ревизори Олимпуса као и њиховом председнику и извршном директору. Четрнаестог октобра, Кикукава, сазива хитан састанак на ком је по његовом предлогу Вудфорд једногласно смењен са позиције главног извршног директора, а на исту позицију се вратио Кикукава. Кикукава је навео да је до смене дошло јер је Вудфорд створио потешкоће у раду и неред унутар организације насупрот ономе што је од њега очекивано. Вудфорд је тврдио да је његов принуђени одлазак повезан са довођењем у питање неколико претходних аквизиција, а поготово уговора од 2,2 милијарде долара за куповину Гируса 2008. године. Вудфорд је такође изјавио за Блумберг: „Управни одбор мора да иде, сви су токсични и заражени.“ Неколико дана касније Вудфорд најављује оставку из одбора Олимпуса и додаје да покушава да осигура најбољу могућу шансу за успех Олимпуса са новим и неукаљаним одбором.

### Одговор Олимпуса на оптужбе
Олимпус је тврдио да није било ничега неприкладног у вези са плаћањима и негира било какву повезаност са „антидруштвеним снагама“. На новинарској конференцији 26-ог октобра, Кикукава изјављује како мора отићи „да би повратио поверење у компанију под новом управом“. Кикукава тврди да је Олимпус чист и изјављује: „Вудфорд је сам крив за приграбљивање власти и смењен је због аутократског режима који укључује и застрашивање мог особља.“
Кикукавин наследник на месту председника, Шуичи Такајама, такође говори да компанија није учинила ништа погрешно. „Питате ме о антидруштвеним снагама, али ја апсолутно нисам упознат са нечим сличним,“ рекао је Такајама на својој првој новинарској конференцији.
У одвојеном брифингу са новинарима, Такајама је рекао како није мислио да је накнада за М&А „неприкладно велика“. Такође изјављује да због правила о поверљивости он „није у позицији“ да зна куда новац одлази након што је Олимпус платио своје саветнике.

### Олимпус након Вудфордовог одласка
Отпуштање генералног директора и накнадне тврдње и противтужбе изазвале су забринутост за будућност јапанског произвођача камера и медицинске опреме. У интервјуу за Фајненшел Тајмс, Вудфорд је тврдио да је можда био отпуштен због постављања питања о плаћањима и саветодавним таксама које су плаћене за аквизиције компаније пре него што је преузео дужност. Господин Вудфорд је такође истакао да ће компанија можда морати да запише вредност неке нематеријалне имовине коју је добила као део својих недавних аквизиција. Док је менаџмент демантовао ове наводе, контроверза је изазвала забринутост међу инвеститорима. „Отпуштање је уздрмало очекивања тржишта капитала о структурним реформама у фирми“, каже аналитичар Јошиказу Хигураши. Догађаји су довели до тога да разне инвестиционе компаније смање своје рејтинге акцијама Олимпуса. Аналитичари кажу да би ове оптужбе могле бити само почетак дуге битке између две стране. „Ово је почетак велике драме која ће заокупити Јапан и остатак света“, рекао је економиста Кенет Кукир за ББЦ Азија бизнис репорт.
Олимпус је у периоду од само недељу дана преполовио своју тржишну вредност. Акције Олимпуса пале су за 7,6%. Олимпус саопштава да ће Кикукава вратити своју титулу као и права на заступање компаније због узнемиравања клијената, пословних партнера и акционара контраверзом коју су изазвале аквизиције компаније након чега је уследио и пад цена акција компаније.  Олимпус саопштава да ће Кикукава постати директор без извршних права.

### Интерна истрага Олимпуса
Олимпус је сазвао комисију у циљу да истражи оптужбе о недавним аквизицијама. Комисија је рекла да је „срж менаџмента трула“, али није пронашла никакву везу са организованим криминалом. Независна истрага открила је да је Олимпус сакрио пословне и инвестиционе губитке који су нарасли на 132,22 милијарде јена (1,7 милијарди долара; 1,09 милијарди фунти). Веће је позвало на  судске поступке против свих умешаних у заташкавање, а речено је да треба сменити и све оне који су знали за ситуацију. Извештај од 178 страница који је Олимпус наручио, а доставило независно веће, заснован је на добровољним саслушањима и компјутерској анализи компаније. Комисија је препоручила значајне промене одбора и навела десет разлога због ког се скандал догодио у овом 92-годишњем предузећу. Комисија је за преваре током тринаест година углваном кривила двојицу руководилаца, бившег извршног потпредседника Хисашија Морија и бившег интерног ревизора Хидеа Јамаду. Веће није нашло никакве доказе да је било ко од њих двојице стекао личну корист и према извештају њихов циљ је био да сакрију губитке настале лошим инвестицијама током 1990-их, када је јапанска берза доживела крах. Веће је такође указало на умешаност „спољних играча“ који су омогућили да се превара настави иако су добро знали да су такве рачуноводствене праксе незаконите. Међутим, у коначној анализи, комисија је окривила лоше корпоративно управљање од стране извршног менаџерског тима. На конференцији за новинаре, Такајама се наклонио и извинио за „веома неприкладно прикривање губитака. Фајненшал Тајмс је рекао да се Такајама није позабавио величином и пореклом претходних Олимпусових губитака као и идентитетом руководилаца који су одобрили почетно прикривање и начином на који је извршено. Уочи дугоочекиваног састанка одбора 25. новембра, коме је присуствовао Вудфорд, два директора, Кикукава и Мори, као и Јамада поднели су оставку. Актуелни председник, Такајама, рекао је да ће чланови одбора поднети оставке када пут ка оживљавању Олимпуса постане јасан, на шта је Вудфорд рекао да, ако имају и трунке бриге за компанију, треба да поднесу оставке у блиској будућности. Средином јануара 2012. Олимпус је објавио извештај већа у коме је одлучено да је пет особа одговорно: ревизори Минору Ота и Коцуо Комацу, спољни ревизори Макото Шимада и Јасуо Накамура и стални ревизор Тадао Имаи. Ота је сматран одговорним за 3,7 милијарди јена зато што је био шеф рачуновођственог одељења у време када су губици направљени 1990-их, а остали су сматрани одговорним за око 4,7 милијарде јена за превиђање незаконитих радњи. У извештају су такође ослобођени одговорности КПМГ и Ernst & Young јер је шема била превише добро прикривена.

## Иницијатива регулатора и органа за спровођење закона
Након отпуштања, Вудфорд се брзо вратио у Лондон, где је проследио информације британској канцеларији за озбиљне преваре и затражио полицијску заштиту. Он је такође наговестио да су исплате можда биле повезане са „снагама које стоје иза“ Олимпусовог одбора, а јапанске новине Санкеи су чак сугерисале да би исплате могле бити повезане са јакузама. Федерални истражни биро (ФБИ), коме је Вудфорд такође дао досије о сумњивим трансакцијама, отворио је случај средином октобра, а друге савезне агенције за спровођење закона, укључујући савезне тужиоце у Менхетну, такође су се заинтересовале. Било је речи да СЕЦ испитује компанију Axes America LLC. Стручњаци су спекулисали да амерички истражитељи процењују да ли је било мита званичницима Олимпуса или је реч о прању новца или другим незаконитим радњама.

## Спољашњи одговори и реакције

### Ревизори
Рачуне Олимпуса је ревидирала јапанска филијала тадашње „велике петорке“ Артур Андерсен све док није пропала 2002. године, када је КПМГ Аза постао њен ревизор. КПМГ је остао ревизор до 2009. године, након чега је Ernst & Young ShinNihon преузео дужност. Ни у једном тренутку ревизори компаније нису пријављивали неисправности. Фајненшел Тајмс је известио да је КПМГ постављао питања Олимпусу, али ревизорски извештаји никада нису били добро одрађени, а Ernst & Young је потписао „уредне“ ревизорске извештаје 2010. и 2011. године. Према мејлу који је послао бивши председник Цујоши Кикукава и који је Мајкл Вудфорд објавио, Олимпус је заменио КПМГ са Ernst & Young након што је први изразио неслагање са рачуноводством при аквизицији Гируса. Фајненшел Тајмс је поставио питање зашто је, у овом случају, КПМГ потписао извештаје за 2009. годину. Цутому Окубо је у горњем дому парламента поставио питање зашто ревизори очигледно нису успели да зауставе заташкавање; Јапански институт сертификованих рачуновођа рекао је да ће размотрити улогу ревизора.
Према писму достављеном Регистру компанија Уједињеног Краљевства, ревизори у Гирусу су дали оставке „делимично због рачуноводства хартија од вредности њихових клијената.“ КПМГ је одобрио Гирусове рачуне јер нису могли да утврде да AXAM није повезано лице. Ревизори су такође довели у питање рачуноводствени третман приоритетних акција. У свом ревизорском писму упућеној Гирус Групи од 26. априла 2010. године, КПМГ је сматрао да су постојале „околности повезане са нашим престанком обављања функције на које би требало скренути пажњу члановима или повериоцима компаније.“ Ernst & Young, фирма која је наследила КПМГ, такође се оградила у вези са Гирус рачунима за 2010. због неизвесности и недостатка информација о AXAM-у. Блумберг је приметио да су оба Гирусова годишња извештаја поднета са закашњењем - уместо да се подносе у оквиру законског рока од девет месеци, рачуни су поднети после годину дана. Крајем новембра 2011. Мајкл Ендру, глобални председник КПМГ-а, рекао је да је његова фирма испоштовала своје законске обавезе да проследи информације у вези са Олимпусовом аквизицијом Гируса 2008. године, и због тога је уклоњена као ревизор. Ендру је рекао: „Мени је прилично очигледно да је било прилично значајне преваре и да су многе стране биле саучесници. Међутим, док је јапанска фирма изнудила поновну процену сумњиве вредности одређене стечене имовине у износу од 71 милијарде јапанских јена, компанија је исте године потписала финансијске извештаје који су садржали сумњиве бројке у односу на које су се други чланови њене глобалне мреже у Великој Британији и другде очигледно оградили.
Олимпусова истрага довела је у питање рачуноводствени третман приоритетних акција и примопредајy са КПМГ на Ernst & Young 2009. године. Ernst & Young је закључио да „није било проблема са примопредајем у смислу смерница“, али је истраживао шта је још могло да се уради. Даље је речено да су његова истражна овлашћења ограничена немогућношћу да испитају одлазећу ревизорску фирму.

### Реакције берза и акционара
Олимпус је 13. октобра 2011. имао тржишну капитализацију од 673 милијарде јапанских јена, непосредно пре него што је Вудфорд отпуштен. До краја сутрашњег дана, процена је пала на 422 милијарде јапанских јена (5,5 милијарди долара). Номура и Морган објавили су 20. октобра да је њихово извештавање о компанији заустављено. Саопштено је да је Влада Инвестиционе Корпорације Сингапура, сингапурски државни фонд који је био један од главних акционара, одмах отуђио свој удео од 2% на први наговештај скандала. Цена акција је пала неколико дана узастопно због страха тржишта да ће акције бити уклоњене са листе јер компанија није могла да испоштује свој обавезни рок за извештај о својим кварталним резултатима; Nippon Life је објавио да је његов удео смањен за једну трећину, са 8,18% на 5,11%, због неизвесности; Мицубиши је смањио свој удео са 10% на 7,6%.
Неки велики страни институционални инвеститори су настојали да врате свргнутог извршног директора Мајкла Вудфорда - британски менаџер фонда Бејли Гифорд, Harris Associates и Менаџмент Југоисточне Имовине, који су поседовали 4,5% и 5% удела, веровали су да је он најбољи кандидат за вођу преуређивања компаније. Други инвеститори су од компаније захтевали више информација о њиховом стању. Домаћи инвеститори, укључујући Нипон животно осигурање (8,4% удела), захтевали су „брзо деловање“.
Понуђена цена акција Олимпуса на Токијској берзи 15. новембра пала је за око 75% од избијања скандала. Цена је и даље била нестабилна: трговање је заустављено јер је цена достигла горњу границу пада цена. Дана 14. и 15. новембра, након што је претња уклањања са листе престала, трговина акцијама је поново заустављена када су налози за куповину били знатно већи од налога за продају; цена је порасла за горњу границу од 100 јена. Трговање се одвијало само неколико сати јер је било презасићености незадовољеним налозима за куповину.
Многи дугогодишњи запослени у Олимпусу су били шокирани и љути осећајући се изданим од стране руководилаца који су одговорни за уношење јавног понижења у компанију. Бивши директор Коџи Мијата покренуо је веб страницу под називом Olympus Grassroots, тражећи чишћење у компанији за коју каже да је воли. Мијата је такође покренуо петицију усмерену на запослене позивајући на враћање Вудфорда.
Док су страни акционари подржали Вудфордову борбу за замену одбора Олимпуса, он није успео да добије подршку јапанских институција; Сумитомо Мицуи банка, идентификована као главни поверилац компаније, упозорила је Вудфорда да неће успети. Вудфорд је признао да би, чак и да је добио гласове акционара да постане извршни директор, нетрпељивост великих акционара и поверилаца према њему, као и узнемиреност унутар компаније због његове одлуке да јавно објави рачуноводствене неправилности, отежавало вођење компаније. Пошто није успео да обезбеди подршку јапанских институционалних акционара, 6. јануара 2012. године Вудфорд је рекао да је 12-недељни јавни скандал узео огроман емоционални данак њему и његовој породици, и најавио да ће одустати од своје борбе за преузмимање контроле над Олимпусом. Уместо тога, његови адвокати су покренули правни поступак у Лондону тражећи одштету због отказа његовог четворогодишњег уговора.
Олимпус је сазвао ванредну скупштину акционара за 20. април 2012. да би се гласало о предлогу за нови одбор и да би се одобрили прерачунати рачуни. Компанија је контроверзно настојала да унапреди свог извршног директора, Хиројукија Сасу, у председника; његов кандидат за директора био је Јасујуки Кимото, бивши виши извршни директор Сумитомо Мицуи банке – највећег кредитора Олимпуса. Док је компанија тврдила да су кандидати квалификовани, акционарска саветодавна фирма је позвала инвеститоре да гласају против предложеног председника, наводећи његов недостатак искуства као корпоративног менаџера у ситуацији преокрета; такође је изразила забринутост да бивши банкари могу ставити интересе банака испред интереса акционара. Исто тако је препоручено акционарима да не одобравају рачуне због тога што би то могло да угрози било коју правну одштету коју би могли да траже у будућности.

### Забринутост у вези корпоративног управљања
Цутому Окубо, који ће председавати новим радним тимом који ће разговарати о реформама акта компаније за јачање корпоративног управљања, поставио је питање да ли систем корпоративне ревизије функционише исправно и да ли рачуновође компаније делују као одговарајућа провера менаџмента. Тошио Огучи, представник директора Управе за власнике у Токију, тврдио је да је афера указивала на нефункционалан одбор: „Чак и да нису знали за тобаши, чињеница да је одбор одобрио исплату не може бити исправна одлука.
У коментару у Фајненшел Тајмсу под насловом „Олимпусова превара је била нечасна“, Џон Гапер је критиковао слабост у управљању, посебно то што су 12 од 15 директора били или извршни или бивши руководиоци компаније, и да је Хидео Јамада, шеф одбора за ревизију, био саучесник у превари. Такође је приметио да ће ревизори КПМГ и Ernst & Young морати да одговоре на тешка питања о томе зашто манипулација никада није откривена или прописно испитана.
Колумниста Блумберга Вилијам Песек рекао је: „Јапанска корпоративна култура порицања, игнорисања проблема и допуштање њиховог нагомилаваја, наставља да се супротставља глобализованом свету који цени агилност, иновације и транспарентност. Олимпус исувише болно показује колико стари Јапан толерише недостатак одговорност међу вишим руководиоцима; неадекватно обелодањивање; несклоност да се оспори ауторитет и апсолутно поштовање корпоративних одбора без обзира на учинак акција.“ Иако је такође приметио да је независност директора неадекватна, рекао је да су јапански руководиоци много мање плаћени у односу на америчке.

## Детаљи сумњивих трансакција
Почетком 1990-их, Јамаичи Секјуритис, јапанска фирма за трговину хартијама од вредности, је био главни Олимпусов брокер, али је банкротирао након што је нагомилао 260 милијарди јена у губицима због употребе тобаши шеме. Године 1998. Номура (такође јапанска фирма за трговину хартијама од вредности) је постала главни брокер Олимпуса. Подстакнута колапсом Јамаичија, нова рачуноводствена правила „mark to market“ постала су обавезна 1999. године, од када су компаније биле обавезне да благовремено обелодањују губитке у својим улагањима у хартије од вредности.
Ројтерс је известио да је хонорар од 687 милиона америчких долара, што је једнако 31% цене куповине Гируса, плаћено посреднику. Ова трансакција уобичајено износи 1–2%. Као део свог доказа, Вудфорд је објавио извештај који је показао да је сума од 670 милиона долара саветодавних плаћања исплаћена AXAM Investments Ltd, компанији са Кајманских острва. У јуну 2010. године, три месеца након примања коначне накнаде од Олимпуса, локални регистар компанија ју је избацио због неплаћања такси за лиценцу. Олимпус је открио да накнада компанији Axes укључује накнаде плаћене Perella Weinberg Partners UK, која је деловала као финансијски саветник, и америчкој адвокатској фирми Weil, Gotshal & Manges, која је деловала као правни саветник. Телеграф је изјавио да је видео документе који указују на то да је Сагава био директор AXAM Investments и Axes America који је добио 687 милиона долара саветодавне накнаде за куповину Гируса. Фајненшел Тајмс је рекао да су њихови директори бивши запослени у Номури. Веза са преваром довела је до пада акција Номуре, иако је банка негирала умешаност, тврдећи да је „заснована на спекулацијама, а не на чињеницама.“
Акио Накагава и Хаџиме Сагава су започели каријеру у Номури и такође су били колеге у Drexel Burnham Lambert и PaineWebber-у. Њих двојица су стајали иза Axes-а, наводи Ројтерс. Накагава, који је некада био шеф деоница у PaineWebber-у у Јапану почетком 1990-их, имао је дугогодишњу везу са Олимпусом. Бивши банкар PaineWebber-а је потврдио да су Накагава и Сагава били руководиоци Олимпуса и да су користили фондове са Бермуда у вредности од „стотина милиона долара“ да управљају својим билансом користећи јапанске рачуноводствене рупе. Axes America, након преговара о накнади за успех Гируса у комбинацији готовине и акција, пренео је компоненту акција на AXAM Investments, филијалу регистровану на Кајманским острвима. Године 2010. акције су поново продате Олимпусу за 620 милиона долара.
Нобумаса Јоко, бивши банкар који је имао посла са Олимпусом када је радио за Номуру, такође се наводи да стоји иза неких трансакција. Након што је основао Global Company крајем 1990-их, убедио је Олимпус да уложи 30 милијарди јена у њихов фонд ризичног капитала 2000. године. Године 2003. Олимпус је извршио аквизицију групе за информационе технологије ITX. Акинобу Јоко, Јокоов старији брат, био је главни финансијски директор за ITX. Старији Јоко је постао извршни службеник групе након што је Олимпус постао већински власник. Нобумаса Јоко је такође представио три мале, непрофитабилне компаније у којима је био акционар и извршни директор које је Олимпус купио за 73,4 милијарде јена – ЊузЧеф, Алтис и Хумалабо.  Према Вол Стрит Журналу, Олимпус је купио компаније из фондова са Кајманских острва између 2007. и 2010. године. Део трансакције се догодио 25. априла 2008, када је Олимпус исплатио 7 милиона фондовима под називом Dynamic Dragons II и Global Targets. Средства су текла преко Commerzbank AG, Societe Generale SA и LGT Bank. Вол Стрит Журнал је приметио да је постојао велики број честих и сложених корпоративних промена (име и власништво), али је утврдио да је Dynamic Dragons II био део мреже јапанских фирми и финансијера који су често заједно инвестирали и чије су се везе и идентитети стално мењали, највероватније да би се замаглио траг новца. Бивши криминалистички репортер рекао је да су ове три купљене компаније делиле адресе и канцеларијски простор са неколико других компанија са различитим именима, али понекад са истим запосленима, стварајући мрежу стварних компанија које отежавају праћење новца.
Наведено је и да је било можда 10 брокера укључених у шеме аквизиција, и да док они нису сами чланови криминалних синдиката неки од њих спроводе економске активности заједно са „антидруштвеним снагама“, те да постоји могућност да је Олимпус испоручио готовину организованом криминалу као резултат. Међутим, истражно веће које је основао Олимпус одбацило је извештаје о тврдњама да би средства за куповину могла да дођу до организованог криминала.

### Трансакције везане за Гирус
2006. Олимпус је ангажовао Axes America да извиди мете за аквизицију и, две године касније, пристао је да плати Axes-у највећу светску саветодавну накнаду за М&А, према Ројтерсу, за куповину британске компаније за медицинску опрему Гирус у вредности од 2 милијарде долара. Накнада је била једнака трећини куповне цене, надмашујући норме инвестиционог банкарства од 1-2%. Axes је договорио да им се плати накнада за Гирус и у готовини и у акцијама, те је пренела права на компоненту акција на придружену фирму, AXAM Investments. У септембру 2008, да би допунио готовински део накнаде за успех саветника, Гирус је издао 176,98 милиона јена преференцијалних акција AXAM-у, противно саветима ревизора. Регулаторна открића у Великој Британији показују да су преференцијалне акције 30. септембра доделили Цујоши Кикукава, Хисаши Мори и Акихиро Намбу (потоњи је био шеф одељења за односе са инвеститорима за Олимпус). Идентитет корисника – AXAM Investments – је јавно објављен тек више од 18 месеци касније. Три дана након што су преференцијалне акције додељене без стручног савета, службеници Олимпуса су потписали додатни споразум који је AXAM-у дао право вета на сваку важну одлуку у пословању Гируса. Управни одбор Олимпуса одобрио је откуп преференцијалних акција за 530 – 590 милиона долара. AXAM је касније преговарао о даљем повећању вредности акција, за шта је Олимпус коначно платио 620 милиона долара у марту 2010. године. Према британској корпоративној пријави за Гирус, вредност хартија од вредности у то време је износила 177 милиона долара. Блумберг напомиње да су руководиоци Олимпуса одлагали обрачун правих трошкова накнада за успех Гируса до марта 2011. године, до када је регистрар Кајманских острва избрисао AXAM Investments на девет месеци.

## Последице

### Вудфорд после скандала
Током 2011. и 2012. године, Вудфорд је проглашен за „Пословног човека године“ за храброст и узбуњивање од стране Сандеј Тајмс, Индипендент и Сан, и „Личност године“ на доделу „Награде за смелост у пословању“ Фајненшел Тајмса у марту 2012. Након скандала, Вудфорд је почео да се консултује о корпоративном управљању широм света, говори о људским правима, законима о узбуњивачима и безбедности на путевима, и наводи да је дао неколико милиона фунти у добротворне сврхе. Вудфорд, који је изјавио да је добио претње смрћу због разоткривања заташкавања, тужио је Олимпус за клевету и незаконито отпуштање, након чега је добио 10 милиона фунти одштете 2012. године.

### Олимпус и суђења
У 2012. години, Олимпус је најавио да ће отпустити 2.700 радних места (7% своје радне снаге). У јулу 2013, Кикукава и Мори су осуђени на 3 године затвора, условно на 5 година. Ревизор који је учествовао у превари осуђен је на две ипо године затвора, условно на 4 године. Олимпус је кажњен са 700 милиона јена (7 милиона долара). У априлу 2014. шест банака је поднело грађанску тужбу против Олимпуса због преваре, тражећи додатних 28 милијарди јена одштете.

### Популарна култура
Телевизијски документарац „Превара од 1,7 милијарди долара: Потпуна експозиција“ је био емитован на ББЦ 4 2015. године. Имао је ограничено приказивање у биоскопима у Јапану 2018. године преименован у „Самураји и идиоти: Афера Олимпус“.